# O'Cyrus Torrence
Pour les articles homonymes, voir Torrence.
(en) Statistiques sur pro-football-reference
O'Cyrus Torrence (né le 20 janvier 2000 à Hammond) est un joueur professionnel américain de football américain évoluant au poste d'offensive guard pour les Bills de Buffalo de la National Football League (NFL). Il a joué dans les rangs universitaires pour les Ragin' Cajuns de Louisiane et les Gators de la Floride.

## Jeunesse
Torrence grandi à Greensburg, en Louisiane et fréquente le lycée St. Helena Central. Il est une recrue trois étoiles et s'est engagé à jouer auniveau universitaire à Louisiana–Lafayette malgré les offres de la Georgie, Louisiana Tech, Louisiana–Monroe, South Alabama, Southern Mississippi et Middle Tennessee.

## Carrière universitaire
Torrence débute sa carrière universitaire à Louisiana–Lafayette. Il est partant pour 13 des 14 matchs des Ragin' Cajuns en tant que freshman. Lors de sa deuxième saison, il a débuté les 11 matchs de la Louisiane et a été nommé dans la deuxième équipe All-Sun Belt. En junior, Torrence prend le départ pour 12 matchs au poste de guard à droite, manquant deux matchs en raison d'une blessure. Il est nommé dans la première équipe All-Sun Belt et classé quatrième meilleur offensive guard du pays par Pro Football Focus. Après la fin de la saison, il rejoint le portail de transfert de la NCAA.
Torrence transfert aux Gators de la Floride, suivant son ancien entraîneur-chef à Louisiana-Lafayette, Billy Napier. Il a été nommé All-American par consensus à sa seule saison à Gainesville.

## Carrière professionnelle
| Taille              | Poids           | Bras           | Main           | Sprint   | Sprint   | Sprint   | Shuttle 20 yards | 3 cones drill | Détente        | Détente            | Développé couché | Test Wonderlic |
| Taille              | Poids           | Bras           | Main           | 40 yards | 10 yards | 20 yards | Shuttle 20 yards | 3 cones drill | verticale      | horizontale        | Développé couché | Test Wonderlic |
| 1,97 m (6 ft 5⅜ in) | 150 kg (330 lb) | 86 cm (33⅞ in) | 29 cm (11¼ in) | 5,31 s   | 1,84 s   | 3,04 s   | 4,81 s           | 8,09 s        | 60 cm (23½ in) | 2,57 m (8 ft 5 in) | 23 repétitions   | -              |

Torrence est sélectionné par les Bills de Buffalo avec le 59e choix au total au deuxième tour de la draft de la NFL en 2023,. 
Torrance est partant dès sa première saison chez les professionnels. Durant sa saison recrue, il se fait remarqué dans une performance contre les Chiefs de Kansas City où il empêche le All-Pro Chris Jones d'enregistré un hit ou sack, chose pariculièrement remarqué puisque l'équipe devait jouée avec deux tackles remplacants — Ryan Van Demark et Richard Gouraige — dû à des blessures. À la fin de la saison, il est nommé dans l'équipe des recrues de la PFWA. Il prend un pas de recul à sa deuxième saison, alors qu'il est le maillon le plus faible d'une des meilleures ligne offensive de la ligue.